# Hienadź Nawicki
Hienadź Wasilewicz Nawicki (biał. Генадзь Васілевіч Навіцкі, ros. Геннадий Васильевич Новицкий, Giennadij Wasiljewicz Nowicki; ur. 2 stycznia 1949 w Mohylewie) – białoruski polityk, premier Białorusi w latach 2001–2003 i przewodniczący Rady Republiki III kadencji.
W 1971 roku skończył Białoruski Państwowy Instytut Politechniczny ze specjalnością inżynier budownictwa. Następnie pracował jako majster, szef administracji budowy 56. zakładu budowlanego Mohylewa.
- 1974–1977 – główny inżynier administracji budowy 92. zakładu budowlanego Mohylewa;
- 1977–1981 – instruktor wydziału budownictwa Mohylewskiego Komitetu Obwodowego Komunistycznej Partii Białorusi (KPB);
- 1981–1985 – główny inżynier Mohylewskiego Obłmiżkałhasbudu;
- 1985–1988 – szef wydziału budownictwa Mohylewskiego Komitetu Obwodowego KPB;
- 1988 – skończył Akademię Nauk Społecznych przy Komitecie Centralnym KPZR;
- 1988–1994 – przewodniczący administracji Mohylewskiego Abłsielbudu;
- podczas wyborów prezydenckich w 1994 roku, będąc przewodniczącym administracji Mohylewskiego Obwodowego Komitetu Wykonawczego, zbierał podpisy za Alaksandra Łukaszenkę;
- 1994–1997 – minister architektury i budownictwa Białorusi;
- 1997–2001 – zastępca premiera Białorusi;
- 6 października 2000 – wyznaczony na przedstawiciela państwa w AAT „Białoruskim Banku Rozwoju”;
- 1 października 2001 – wyznaczony przez prezydenta na p.o. premiera Republiki Białorusi na miejsce Uładzimira Jarmoszyna[1];
- 10 października 2001 – wyznaczony przez prezydenta i zaaprobowany przez Izbę Reprezentantów na stanowisko premiera Białorusi[2];
- 10 lipca 2003 – zdymisjonowany przez prezydenta[3];
- 28 lipca 2003 – jednogłośnie wybrany przez sesję izby wyższej białoruskiego parlamentu na stanowisko przewodniczącego Rady Republiki II kadencji;
- 15 listopada 2004 – wybrany przewodniczącym Rady Republiki III kadencji; ustąpił z tego stanowiska z końcem kadencji, 27 września 2008.

Żonaty, ma dwóch synów.